# Íntimamente (álbum de Intocable)
Íntimamente, también conocido como Íntimamente: en vivo live, es el título de un álbum en vivo grabado por la banda Intocable. El álbum, que fue lanzado al mercado el 24 de febrero de 2004, alcanzó la primera posición en la lista Billboard Top Latin Albums y en la lista Billboard regional mexicana.
El álbum recibió un premio Grammy al mejor disco de música mexicana/mexicana-estadounidense en 2005. Fue grabado en el House of Blues de Chicago, y este álbum junto con Nuestro Destino Estaba Escrito (2003), 14 Grandes Éxitos (2001), Contigo (1999), Intocable (1998), IV (1997), Otro Mundo (1995) y Fuego Eterno (1994), contó con audiocassette.

## Desempeño en las listas

### Listas semanales
| Lista (2004)                    | Mejor posición |
| ------------------------------- | -------------- |
| US Top Latin Albums (Billboard) | 1              |
| US Billboard 200                | 151            |
| Regional mexicano (Billboard)   | 1              |

### Sucesión y posicionamiento
| Predecesor: Pau-Latina de Paulina Rubio | U.S. Billboard Top Latin Albums — Álbum N.º. 1 13 de marzo de 2004 - 26 de marzo de 2004 | Sucesor: Travesía de Víctor Manuelle |

| Predecesor: Crónica de dos grandes de Grupo Bronco/Los Bukis | U.S. Billboard Regional Mexican Albums — Álbum N.º. 1 13 de marzo de 2004 - 9 de abril de 2004 | Sucesor: En vivo desde Chicago de Grupo Montez de Durango |

## Lista de canciones
| Íntimamente |                           |          |  |
| N.º         | Título                    | Duración |  |
| 1.          | «Enséñame a olvidarte»    | 3:28     |  |
| 2.          | «Déjame amarte»           | 3:47     |  |
| 3.          | «Es tan bello»            | 3:59     |  |
| 4.          | «Estas que te pelas»      | 3:53     |  |
| 5.          | «Eso duele»               | 3:14     |  |
| 6.          | «El amigo que se fue»     | 3:11     |  |
| 7.          | «Llévame contigo»         | 3:15     |  |
| 8.          | «Fuerte no soy»           | 4:38     |  |
| 9.          | «Soñador eterno»          | 3:13     |  |
| 10.         | «Y todo para que»         | 3:12     |  |
| 11.         | «Eres mi droga»           | 2:16     |  |
| 12.         | «Perdedor/Ayúdeme medley» | 4:11     |  |
| 13.         | «Coqueta»                 | 4:08     |  |
| 14.         | «Sueña»                   | 4:41     |  |
| 15.         | «El poder de tus manos»   | 8:48     |  |
| 1:05:28     |                           |          |  |

Fuente: Allmusic

## Personal
- Eduardo Alanis — Compositor
- Alan Baxter — Productor ejecutivo
- Roger Bresnahan — Productor ejecutivo
- Gerard Bustos — Asistente de producción
- Carlos Cabral, Jr. — Artista invitado
- Oscar Carrasco — Productor ejecutivo
- Mickey Cevallos — Fotografía
- Gretta Gamez — Asistente de mastering, Asistente de mezcla
- Adrian G. Gonzalez — Artista invitado
- Nelson Gonzalez — Dirección de arte
- Malcolm Harper — ingeniero
- Miguel Luna — Compositor
- Aaron Martinez La pantera — Artista invitado guitarra bajo quinto bajo sexto
- René Orlando Martínez — artista invitado Productor ejecutivo, Productor batería coros
- Miguel Mendoza — Compositor
- Ricky Muñoz — Productor ejecutivo, Productor  voz líder acordeón guitarra bajo sexto
- Paul Olivarri — Dirección de arte, Artista invitado, Coordinador de grabación
- Luis Padilla — Compositor
- Javier Ramírez — Artista invitado
- Cornelio Reyna — Compositor
- Johnny Lee Rosas — Artista invitado bajo sexto voz
- Jack Saenz — Mastering, Mezcla, Recording Coordinator
- Miguel Trujillo — Productor ejecutivo
- Sergio Serna artista invitado percusiones
- Daniel Abdon Sanchez  bajo sexto voz
- José Juan Hernandez animación y ritmos artista invitado